# Hibiscus physaloides
Hibiscus physaloides là một loài thực vật có hoa trong họ Cẩm quỳ. Loài này được Guill. & Perr. mô tả khoa học đầu tiên năm 1831.